# Ядых, Павел Арнольдович

Мемориальная доска на здании филармонии

Па́вел Арно́льдович  Я́дых (30 ноября 1922, п. Жмеринка, Винницкая область, Украинская ССР — 4 мая 2000, Владикавказ, Россия) — советский и российский дирижёр, художественный руководитель Северо-Осетинской государственной филармонии (1959—2000). Народный артист РСФСР (1982) и Северной Осетии. Лауреат Государственной премии имени Коста Хетагурова. 

## Биография
Родился 30 ноября 1922 года в посёлке Жмеринка Винницкой области УССР. Поступил в Киевскую консерваторию сразу на два факультета (скрипки и оперно-симфонического дирижирования) в 1939 году, в 1941 году ушёл на фронт, прошёл всю войну. Освобождал Киев, Вену, Будапешт.
Вернувшись в Киев, окончил консерваторию в 1950 году. В 1965—1968 годах работал дирижёром в Ярославле, Воронеже, Кисловодске. С 1968 года и до своей смерти, являлся директором и художественным руководителем Государственной филармонии Северо-Осетинской АССР. Много гастролировал с концертами по городам СССР, Европы, Азии.

## Семья
Дочь — Марина Ядых, музыковед, Заслуженный деятель искусств России.

## Память
Похоронен на Аллее Славы во Владикавказе.
21 ноября 2007 года на здании Северо-Осетинской государственной филармонии открыта мемориальная доска (автор — скульптор Георгий Сабеев). Ещё одна мемориальная доска с изображением нот, дирижёрской палочки и надписью: «В этом доме жил народный артист РСФСР Павел Ядых» также появилась на стене дома № 21 по улице Бородинской во Владикавказе.

## Награды и звания
- Народный артист РСФСР (1982)
- Заслуженный деятель искусств РСФСР (1972)
- Народный артист Северо-Осетинской АССР (1960)
- Государственная премия СОАССР им. К. Л. Хетагурова
- Орден Отечественной войны I степени (1985)
- Орден «Знак Почёта» (5 октября 1960))
- 18 медалей